# Quill Kukla
Quill R. Kukla (geboren als Rebecca Kukla) ist ein kanadischer und US-amerikanischer Philosoph. Kukla hat eine Professur für Philosophie an der Georgetown University inne und ist Senior Research Scholar am Kennedy Institute of Ethics. Kukla arbeitet in den Bereichen Bioethik, analytische Erkenntnistheorie, Sprachphilosophie und feministische Philosophie. Im Englischen verwendet Kukla die Pronomen they/them.

## Leben
Kukla war Humboldt-Forschungsstipendiat an der Leibniz Universität Hannover für die Jahre 2020 und 2021. 
Kukla ist ein zertifizierter Sommelier und Leistungssportler im Boxen und Kraftdreikampf. Auf nationaler und nationaler Ebene hat Kukla Medaillen im Kraftdreikampf gewonnen.

## Werke
- City Living: How Urban Spaces and Urban Dwellers Make One Another (New York: Oxford University Press 2021).
- mit M. Lance: Yo!' and 'Lo!': The Pragmatic Topography of the Space of Reasons (Cambridge: Harvard University Press 2009).
- Mass Hysteria: Medicine, Culture and Mothers' Bodies (Lanham, MD: Rowman and Littlefield 2005).
- (als Rebecca Kukla): Conformity, Creativity, and the Social Constitution of the Subject (Department of Philosophy, University of Pittsburgh: 1995, Dissertation)

### Herausgeberschaft
- mit J. Arras und E. Fenton: The Routledge Companion to Bioethics (Routledge 2012).

### Artikel
Kukla hat zahlreiche Publikationen in den Bereichen soziale Erkenntnistheorie, Sprachphilosophie, Philosophie der angewandten Wissenschaften, insbesondere Geographie und Medizin, sowie feministische und anti-oppressive Philosophie veröffentlicht.